# العلاقات الماليزية النيوزيلندية
تشير العلاقات الماليزية النيوزيلندية إلى العلاقات الخارجية التي تجمع بين ماليزيا ونيوزيلندا. تملك ماليزيا مفوضية عليا في ويلينغتون، وتملك نيوزيلندا مفوضية عليا في كوالالمبور. يُعد كلا البلدين عضوين كاملين في دول الكومنولث، وتُعتبر ماليزيا بلدًا مهمًا لنيوزيلندا لأسباب إستراتيجية وسياسية واقتصادية. تبادل رئيسا البلدين العديد من الزيارات لتعزيز علاقاتهما.

## التاريخ
تأسست العلاقات الدبلوماسية الرسمية بين ماليزيا ونيوزيلندا منذ 25 سبتمبر عام 1957، وما تزال ماليزيا واحدة من أقدم الشركاء لنيوزيلندا في جنوب شرق آسيا. حافظت قوة الدفاع النيوزيلندية على وجودها منذ خمسينيات القرن الماضي للقتال إلى جانب حلفائها ضد تهديد الشيوعية في الطوارئ المالايوية، والطوارئ المالايوية الثانية والتمرد الشيوعي في سراوق. دافعت قوى الدفاع النيوزيلندية أيضًا عن مالايا البريطانية وبورنيو بعد تشكيل الاتحاد الماليزي من التسلل العسكري الإندونيسي (المواجهة الإندونيسية الماليزية).

## العلاقات الاقتصادية
تُعد العلاقة بين الدولتين قوية إذ كانت الروابط التجارية في ماليزيا واحدة من الأعضاء المؤثرين في رابطة دول جنوب شرق آسيا والأشهر لدى النيوزيلنديين. بدأ كلا البلدين في السعي من أجل اتفاقية تجارة حرة في عام 2005. كانت ماليزيا ثامن أكبر شريك تجاري لنيوزيلندا في عام 2012 مع صادراتها التي تشمل البترول ومعدات الكمبيوتر والتلفزيون وزيت النخيل والتي بلغت قيمتها حوالي 1.48 مليون دولار نيوزيلندي؛ وكانت صادرات نيوزيلندا إلى ماليزيا أعلى بكثير إذ بلغت قيمتها 888 مليون دولار نيوزيلندي متمثلة بمنتجات الألبان واللحوم والخردة المعدنية. وقع البلدان على اتفاقية التجارة الحرة لتدخل حيز التنفيذ في 26 أكتوبر عام 2009 في كوالالمبور. تتمتع العديد من الشركات النيوزيلندية بوجود مهم في ماليزيا بشكل رئيسي في قطاعات الأغذية، والاتصالات السلكية واللاسلكية، وتكنولوجيا المعلومات والاتصالات، وحثت نيوزيلندا المزيد من المستثمرين الماليزيين على الاستثمار فيها.
بلغ إجمالي التجارة الثنائية بين البلدين 1.24 مليار دولار أمريكي في عام 2016، وبلغت قيمة الصادرات 730 مليون دولار أمريكي، وبلغت قيمة الواردات 680 مليون دولار أمريكي. أعرب البلدان عن اهتمامهما بتوسيع التعاون في قطاعات تكنولوجيا المعلومات والاتصالات والسياحة في عام 2017. تشكلت علاقات اقتصادية بين نيوزيلندا وماليزيا أيضًا في نفس العام في مجالات أخرى مثل الأغذية (منتجات الألبان بشكل أساسي) وقطاع المشروبات؛ وأعلن كلا البلدين عن نيتهما في تعزيز الروابط التجارية والثقافية بينهما. حدث تبادل ثقافي بين شعب الماوري والسكان الأصليين من ولاية صباح الماليزية في كوتا كينابالو. رحبت نيوزيلندا أيضًا بمجموعة من 15 مندوب من حكومة ولاية سراوق الماليزية في اجتماع عُقِد في أبريل عام 2019 لمشاركة ومناقشة المصالح المشتركة والتعاون بين السكان الأصليين.
تمثل اتفاقية التجارة الحرة بين ماليزيا ونيوزيلندا العلاقات الاقتصادية بين البلدين.

## العلاقات التعليمية
يواصل عدد كبير من الطلاب الماليزيين دراستهم في نيوزيلندا بموجب خطة كولومبو. تعمل نيوزيلندا على جذب المزيد من الطلاب من ماليزيا كجزء من جهود الدولة للترويج لها كخيار أول لوجهات الدراسة الأجنبية. وُقِّع على ترتيب بشأن التعاون في مجال التعليم العالي بين البلدين في عام 2013. تعززت العلاقات التعليمية بين نيوزيلندا ودولة سراوق الماليزية في عام 2019.

## العلاقات الأمنية
تلعب نيوزيلندا دورًا رئيسيًا في التدريبات العسكرية المنتظمة بين الدولتين، وذلك كجزء من التحالف في خمسة ترتيبات للدفاع عن القوى.

## حادثة
ألقت الشرطة النيوزيلندية القبض على دبلوماسي ماليزي يُدعى محمد ريزالمان إسماعيل في عام 2014، ووجهت إليه تهمة السطو والاعتداء بقصد الاغتصاب بعد أن ادعت عليه السيدة تانيا بيلينغسلي، والتي تبلغ من العمر 21 عامًا، بعد هجومه على منزلها.

## مقارنة بين البلدين
هذه مقارنة عامة ومرجعية للدولتين:
| وجه المقارنة                                              | ماليزيا       | نيوزيلندا                                              |
| --------------------------------------------------------- | ------------- | ------------------------------------------------------ |
| المساحة (كم2)                                             | 330.29 ألف    | 268.02 ألف                                             |
| عدد السكان (نسمة)                                         | 31.62 مليون   | 4.24 مليون                                             |
| الكثافة السكانية (ن./كم²)                                 | 95.73         | 15.82                                                  |
| العاصمة                                                   | كوالالمبور    | ويلينغتون، أوكلاند                                     |
| اللغة الرسمية                                             | لغة ماليزية   | لغة إنجليزية، اللغة الماورية، لغة الإشارة النيوزيلندية |
| العملة                                                    | رينغيت ماليزي | دولار نيوزيلندي، الجنيه النيوزيلندي                    |
| الناتج المحلي الإجمالي (بليون دولار)                      | 314.50 مليار  | 205.85 مليار                                           |
| الناتج المحلي الإجمالي (تعادل القوة الشرائية) بليون دولار | 817.43 مليار  |                                                        |
| الناتج المحلي الإجمالي الاسمي للفرد دولار أمريكي          | 9.77 ألف      |                                                        |
| الناتج المحلي الإجمالي للفرد دولار أمريكي                 | 25.64 ألف     |                                                        |
| مؤشر التنمية البشرية                                      | 0.779         | 0.914                                                  |
| رمز المكالمات الدولي                                      | +60           | +64                                                    |
| رمز الإنترنت                                              | .my           | .nz                                                    |
| المنطقة الزمنية                                           | ت ع م+08:00   | ت ع م+13:00، ت ع م+12:00                               |

## منظمات دولية مشتركة
يشترك البلدان في عضوية مجموعة من المنظمات الدولية، منها:
| علم المنظمة | اسم المنظمة                                      | تاريخ انضمام ماليزيا | تاريخ انضمام نيوزيلندا |
| ----------- | ------------------------------------------------ | -------------------- | ---------------------- |
|             | المركز الدولي لتسوية المنازعات الاستشارية        | 14 أكتوبر 1966       | 2 مايو 1980            |
|             | منتدى التعاون الاقتصادي لدول آسيا والمحيط الهادئ | 6 نوفمبر 1989        | 6 نوفمبر 1989          |
|             | المنظمة الهيدروغرافية الدولية                    | ?                    | ?                      |
|             | مؤسسة التنمية الدولية                            | 24 سبتمبر 1960       | 1 أكتوبر 1974          |
|             | مؤسسة التمويل الدولية                            | 20 مارس 1958         | 31 أغسطس 1961          |
|             | الاتحاد البريدي العالمي                          | ?                    | ?                      |
|             | البنك الدولي للإنشاء والتعمير                    | 7 مارس 1958          | 31 أغسطس 1961          |
|             | منظمة التجارة العالمية                           | ?                    | ?                      |
|             | منظمة حظر الأسلحة الكيميائية                     | ?                    | ?                      |
|             | منتدى آسيان الإقليمي ‏                            | ?                    | ?                      |
|             | الفريق المعني برصد الأرض                         | ?                    | ?                      |
|             | الأمم المتحدة                                    | 17 سبتمبر 1957       | 24 أكتوبر 1945         |
|             | بنك التنمية الآسيوي                              | 1966                 | 1966                   |
|             | منظمة الشرطة الجنائية الدولية                    | ?                    | ?                      |
|             | وكالة ضمان الاستثمار متعدد الأطراف               | 6 ديسمبر 1991        | 22 أبريل 2008          |
|             | يونسكو                                           | 16 يونيو 1958        | 4 نوفمبر 1946          |
|             | دول الكومنولث                                    | ?                    | ?                      |
|             | الاتحاد الدولي للاتصالات                         | 3 فبراير 1958        | 3 يونيو 1878           |

## وصلات خارجية
- موقع وزارة الخارجية الماليزية
- موقع وزارة الخارجية النيوزيلندية